# Wilhelm Karl König
Wilhelm Karl König, in Publikationen meist nur Wilhelm König (* 27. Juni 1935 in Tübingen), ist ein deutscher Autor.

## Leben
König wuchs im Ortsteil Kappishäusern der Stadt Neuffen und in Dettingen an der Erms auf. Nach acht Jahren Volksschule in Dettingen begann er eine Schreinerlehre, die er 1954 abschloss. Kurze Zeit später verlor er seine linke Hand bei einem Arbeitsunfall. Danach studierte er autodidaktisch Literatur und Geschichte und ließ sich 1961 in Heidelberg zum technischen Zeichner umschulen. 1963 bis 1964 studierte er am Literaturinstitut „Johannes R. Becher“ (heute Deutsches Literaturinstitut Leipzig). Er unternahm mehrere Studienreisen nach Osteuropa, wo Teile seiner Schriften in Übersetzungen vorliegen. Heute lebt er in Reutlingen und Bad Schussenried und ist Leiter der von ihm ab 1999 im dortigen Neuen Kloster aufgebauten Mundartbibliothek. Des Weiteren ist er Gründer und Vorsitzender der Mundartgesellschaft Württemberg e.V., die 1978 in Reutlingen gegründet wurde sowie seit 1980 Herausgeber der Zeitschrift für Mundart „schwädds“. Seit 1958 veröffentlicht er Hochdeutsches und Schwäbisches. Außerdem organisiert er seit 1975 öffentliche Veranstaltungen in Baden-Württemberg und darüber hinaus. Am bekanntesten sind die Reutlinger Mundart-Wochen, die er seit 1976 veranstaltet. König ist mit Manuela König verheiratet und  hat zwei Söhne sowie zwei Enkelkinder.

## Auszeichnungen
- Ludwig-Uhland-Preis des Herzogs von Württemberg (1992–als Erster)
- Bundesverdienstkreuz am Bande (2. Juni 1995)[1]
- Verdienstmedaille der Stadt Reutlingen
- Verdienstmedaille vom Landkreis Reutlingen in Silber (beide 2005)
- Heimatmedaille des Landes Baden-Württemberg (2010)
- Goldene Staufermedaille des baden-württembergischen Ministerpräsidenten (2025)

## Werke

### Hochdeutsch
- „lebens lauf“, Gedichte, Delp 1974
- „neue heimatlieder“, Gedichte, Bläschke 1975
- „Näher zum Himmel oder Der Fall Karl Simpel“, Roman, Bleicher 1985
- „Der Sonderling“, Roman, Bleicher 1986
- „Grenzgänge oder Die Heimkehr nach draußen“, Roman, Bleicher 1989
- „Die Stiefel oder Wer ist Adolf?“, Erzählung, schwädds Verlag 2007
- „Anläufe“. Biografische und andere Texte. 1935–2015, schwädds Verlag 2015

### Schwäbische Mundart
- „Dees ond sell“, Gedichte, Knödler 1975
- „A Gosch wia Schwärt“, Gedichte und Geschichten, Schlack 1976
- „wäar saets denn dassdr frosch koene hoor hot“, Gedichte, Schönemann 1977
- „Du schwäddsch raus –“, Gedichte, J. P. Peter 1978
- „Jeddsd wäarmr gscheid“, Prosa, Kirchentellinsfurt 1978
- „mit zwua zonga gsonga“, Mundartflugschrift Nr. 1, Gedichte, Schönemann 1978
- „Hond ond Kadds“, Gedichte und Sprüche, Knödler 1983
- „Habbicht ond Daub“, Gedichte, Knödler 1993
- „Do machscht äbbas mit“. 1975–1995: Zwanzig Jahre neue schwäbische Mundartdichtung, Knödler 1995
- „äwwl“, Neueinträge in das württembergische Gesang- und Spruchbuch. Schwäbische Gedichte, Knödler 2005
- „jo ond noe“, Schwäbische Gedichte und Sprüche. 2010 schwädds Verlag Reutlingen

### Schallplatten in schwäbischer Mundart
- „Dees ond sell“, Reutlingen 1976
- „Du schwäddsch raus –“ Rothenburg o. d. Tauber 1978
- „Ets häämr da Drägg“, Langspielplatte mit Texteinlage (Album), Reutlingen 1978; Neuauflage Reutlingen 1983

### Kassetten mit schwäbischen Gedichten und Geschichten
- „Du schwäddsch raus“, Murrhardt 1984
- „Karl-Simpel-Roman-Trilogie“, 25 Kassetten, gesprochen von Peter Johann Kemmer, Stuttgart 1991

### Anthologien
- 1966: „Deutsche Teilung“, Gedichte
- 1975: „Neue Expeditionen“, Gedichte
- 1976: „Esslinger Autorenlesungen“, Gedichte und Geschichten
- 1977: „Kultur-Arbeit“, Aufsätze, Essais
- 1977: „Dialekt – Wiederentdeckung des Selbstverständlichen“, Lyrik-Anthologie mit Aufsätzen
- 1985: „Kleines Reutlinger Lesebuch“, Anthologie mit Gedichten und Geschichten
- 1985: „Dichten im Dialekt“, Marburger Literaturtage, mit Textbeiträgen der beteiligten Autoren
- 1985: „Stimmen der Völker“, Baden-Württembergische Literaturtage Sindelfingen, Materialsammlung
- 1986: „39. Bevensentagung“, Bericht und Textsammlung
- 1987: „Anstöße“, Texte, Bilder, Begegnungen
- 1988: „Ludwig Soumagne: Die Litanei“, Mundart-Anthologie
- 1988: „Grenzenlos“, Texte übertragen von 30 Mundartautoren
- 1988: „Bildhauer in der Stadt“, Texte zum Schorndorfer Symposion

- 1988: „Unruhiges Herz“, Ein Lesebuch mit Prosa und Lyrik
- 1989: „Tagesspiegel“, Jahrbuch der Stadt Schopfheim
- 1989: „Erlebnis Baden-Württemberg“, Texte und Anregungen zur Landeskunde
- 1989: „Mei Sprooch – dei Red“, Mundartdichtung in Baden-Württemberg, Textsammlung
- 1990: „Wie dr Schwob schwätzt“, Textsammlung
- 1991: „Lieder von der Donauquelle“, Rumänische Lyrik-Anthologie
- 1993: „Bosener Tagebuch“, Sechs Mundartautoren auf Entdeckungsreisen im St. Wendeler Land
- 1993: „Annäherungen“, Ein Lesebuch
- 1995: „Deutsche Mundarten an der Wende?“, Nord-Süd-Anthologie
- 1995: „Heimat“ (Mundart modern II), Moderne Texte in Mundart
- 2008: „Albgeschichten“, Klöpfer & Meyer Tübingen
- 2009: „Grieshaber 100. Eine hundertfache Hommage“, Freundeskreis HAP Grieshaber
- 2010: „Die Schwäbische Alb im Gedicht“, Isele Eggingen

### Internationale Mundart-Symposien
- 1999: Bregenz
- 2000, 2002: Höfen an der Enz Ludwig-Schwarz-Festival für Mundart
- 2002: Ehingen (Donau) Oberschwäbische Mundartwochen

### Veranstaltungen
- „Reutlinger Mundart-Wochen“ (seit 1976 jährlich)
- „Nürtinger Mundarttage“ 1976–1981
- „Schorndorfer Mundarttage“ (1987–1993)
- „Mundart-Kabinett“ Reutlingen (1992–1994)

### Theater und Hörspiel
- „Dr Guadschei“, „Em Fahrschduahl“ – Zwei Szenen im schwäbischen Dialekt, 1984
- „Der Gsondheitsmuffel“, Schwäbische Komeede nach Molière. Uraufführung: Ulm, 8. Juni 1984 Neuinszenierung: Ulm, 25. Dezember 1997
- „Gotthilf Wimmerle“, Hörspiel, Südwestfunk Tübingen: 4. November 1984
- „Der Wunderdoktor“, Schwäbische Komeede nach Molière. Uraufführung: Lützelburg (Gablingen), 5. Juli 1996